# Fondation Custodia
La Fondation Custodia est créée en 1947 par l'historien et amateur d'art Frits Lugt et sa femme Jacoba Lugt-Klever, pour héberger leur collection de peintures, dessins et estampes. Située au 121, rue de Lille, non loin de l'Assemblée nationale, elle occupe l'hôtel Turgot, hôtel particulier du XVIIIe siècle, et l'hôtel Lévis-Mirepoix, édifié en 1895.

## Histoire et organisation
Né à Amsterdam en 1884 et mort à Paris en 1970, Frits Lugt fut un célèbre historien de l'art néerlandais. Il inventoria les collections de dessins hollandais des institutions publiques parisiennes (celles du musée du Louvre, de la Bibliothèque nationale de France et de l'École nationale des beaux-arts). Il est surtout célèbre pour son catalogue des marques de collections de dessins et d'estampes, qui reste encore aujourd'hui un ouvrage de référence pour les spécialistes et continue d'être enrichi sous la forme d'une base de données.
Tout au long de sa vie, Frits Lugt fut un amateur d'art et un collectionneur avisé. Il constitua ainsi une collection unique de dessins, d'estampes, de livres anciens, de peintures, de lettres d'artistes mais aussi de miniatures orientales. Inspiré par l'exemple des fondations privées américaines qu'il avait pu visiter alors qu'il résidait aux États-Unis pendant la Seconde Guerre mondiale, c'est en 1947 qu'il décida de créer la Fondation Custodia (dont le nom signifie « bonne garde » en latin) et d'y transférer sa collection ainsi que sa fortune,,. Inspiré par ce qu'il avait vu à Amsterdam, avec la Maison Descartes, il chercha un lieu pour abriter la collection et pour créer un centre culturel néerlandais. Pour ce dernier, il obtient l'appui du gouvernement néerlandais pour financer le fonctionnement de l'institut appelé de ses vœux. La fondation fut installée dans l'hôtel Turgot ; elle loua à l'État néerlandais l'hôtel voisin Levis-Mirepoix pour l'Institut néerlandais. En 2013, le gouvernement néerlandais ayant annoncé mettre fin au financement du centre culturel, la Fondation Custodia et l'État néerlandais ne parviennent pas à assurer la continuité du centre culturel souhaité par Lugt. L'Institut néerlandais a définitivement fermé ses portes fin 2013.
La fondation continue à ce jour d'acquérir des œuvres pour compléter le fonds Lugt, et organise régulièrement des expositions ouvertes au public ainsi que des visites guidées de l'hôtel Turgot. Elle effectue aussi des prêts à l'occasion d'expositions en France et à l'étranger et est ouverte aux spécialistes et aux amateurs d'art sur rendez-vous. Elle dispose d'une bibliothèque dont le fonds, spécialisé dans le domaine des beaux-arts occidentaux de 1450 à 1900 est particulièrement étendu pour les arts graphiques et exhaustif pour l'art des Écoles du Nord de l'âge d'or.

### Direction
- 1970-1994 : Carlos van Hasselt[10] ;
- 1994-2010 : Mària van Berge-Gerbaud[3] ;
- 2010-2022 : Ger Luijten, ancien professeur de dessin[11] ;
- 2023-2024 : Hans Buijs (par intérim), historien de l'art ;
- 2024 (à partir du 1er avril) : Stijn Alsteens, historien de l’art[12],[13].

## Collections
Les œuvres sur papier dominent dans les collections de la fondation, puisqu'elles comptent plus de 7 000 dessins et 15 000 estampes qui font sa célébrité. Les dessins datent du XVe siècle au milieu du XIXe siècle et concernent surtout les écoles hollandaises et flamandes du XVIIe siècle (Rembrandt, Samuel van Hoogstraten, Lambert Doomer, Ferdinand Bol) mais l'on retrouve également des œuvres françaises (Claude Lorrain, Antoine Watteau, François Boucher), italiennes (Domenico Beccafumi, Sebastiano Ricci, les Tiepolo[Lequel ?]), allemandes, danoises et anglaises. Pour les estampes, ce sont également les maîtres hollandais et flamands des XVIe et XVIIe siècles qui dominent l'ensemble. Il faut particulièrement remarquer la présence de tirages de presque tout l'œuvre gravé de Rembrandt, de rares gravures de Lucas de Leyde, des portraits d'artistes, des gravures sur bois italiennes, allemandes et néerlandaises ainsi que des portraits gravés français de grande qualité.

Dessins
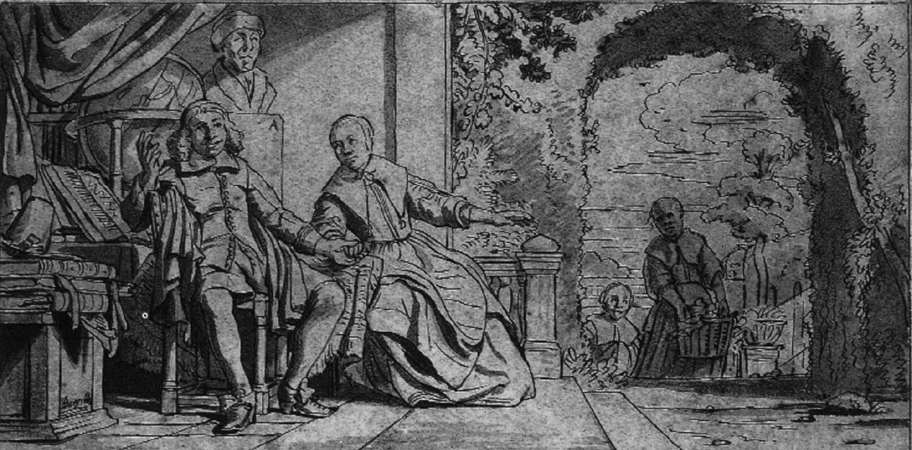
Jan de Bray, L'imprimeur de Haarlem Abraham Casteleyn et sa femme Margarita van Bancken, plume et pinceau, seconde moitié du XVIIe siècle.
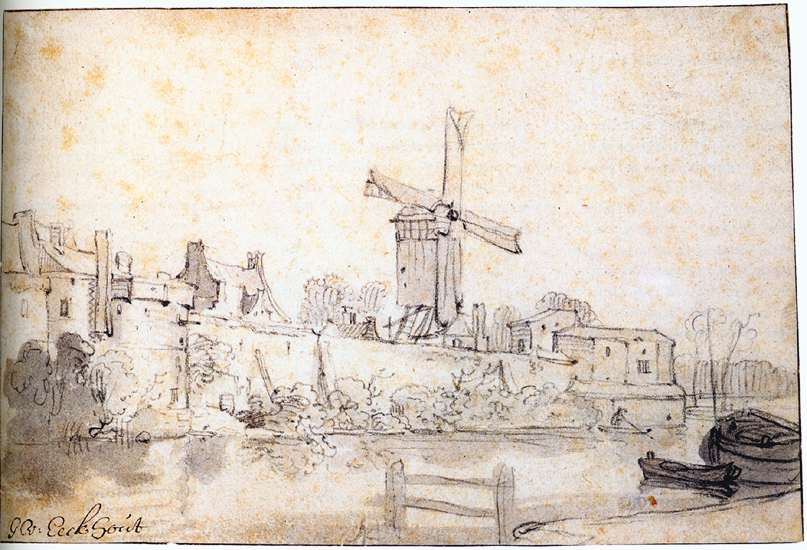
Gerbrand van den Eeckhout, Les murs de la ville de Delft et le moulin de la rose (1640-1645).

La fondation conserve également une collection de quelque 450 peintures. Le premier fonds est constitué de tableaux de peintres hollandais et flamands du XVIe siècle et du XVIIe siècle. Tous les genres sont représentés, du portrait à la nature morte en passant par la scène de genre et le paysage.

Peintures
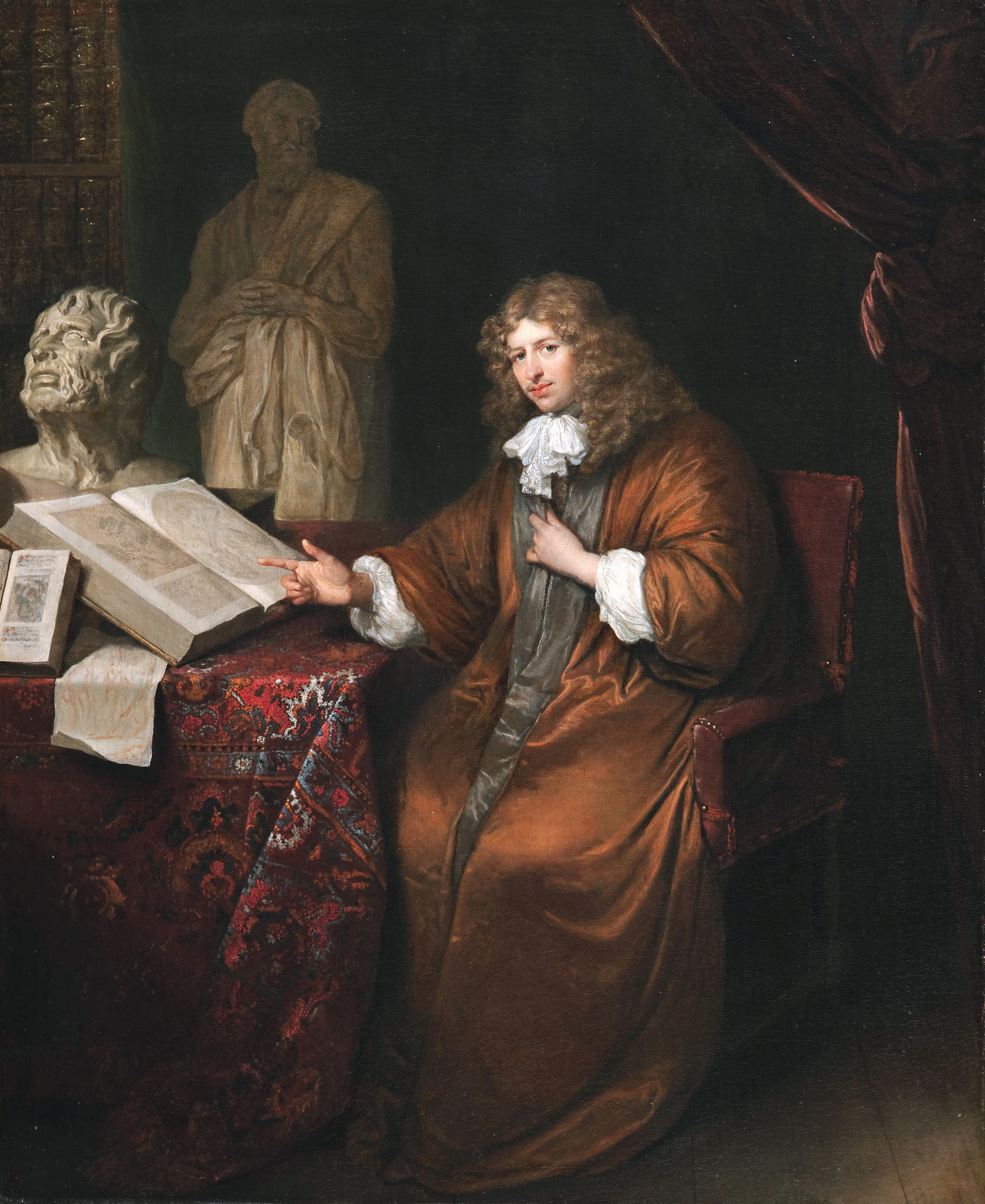
Caspar Netscher, Portrait d'Abraham van Lennep, huile sur toile, 1672.
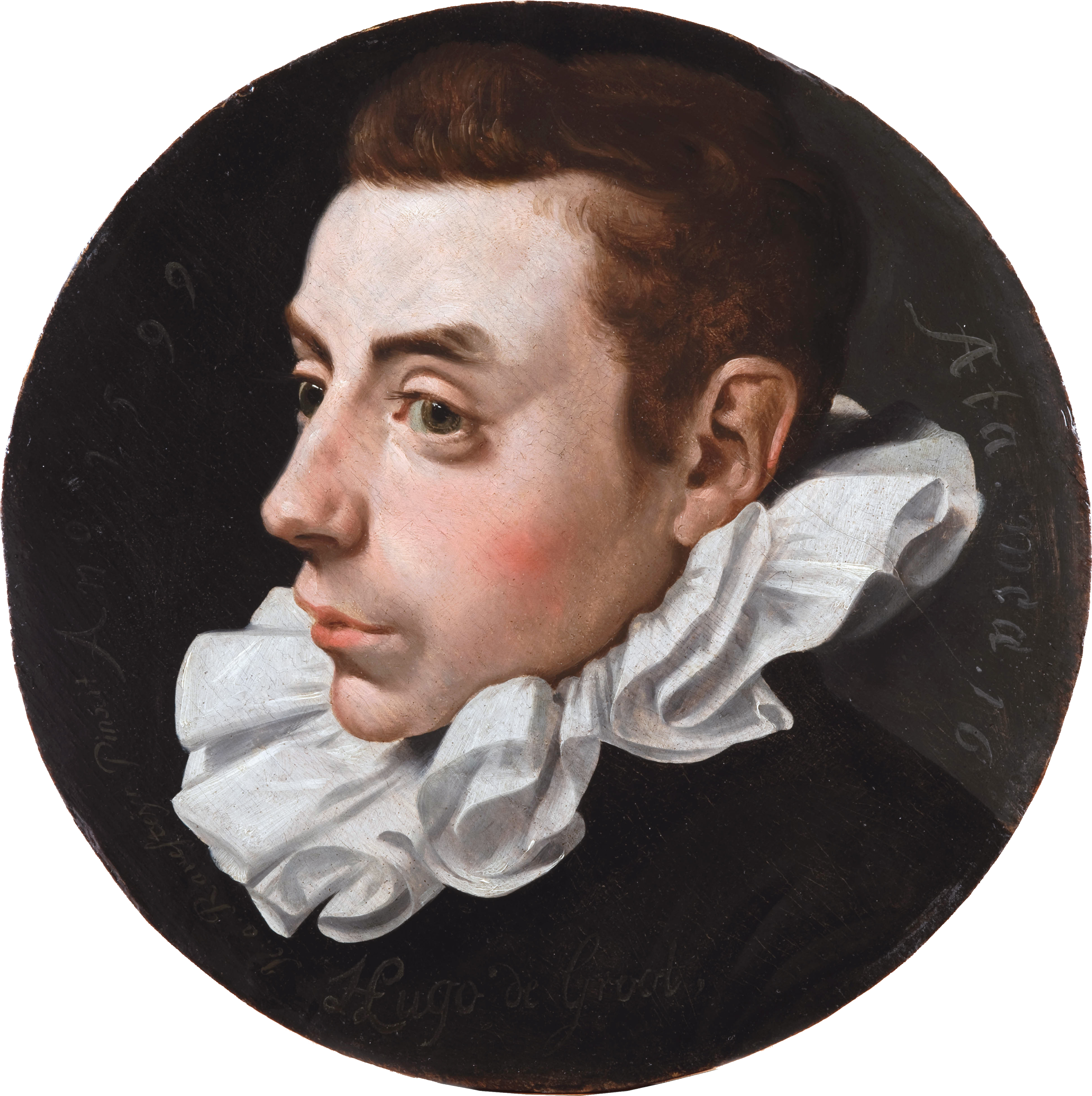
Jan Antonisz van Ravesteyn, Hugo Grotius à l'âge de seize ans (1599).
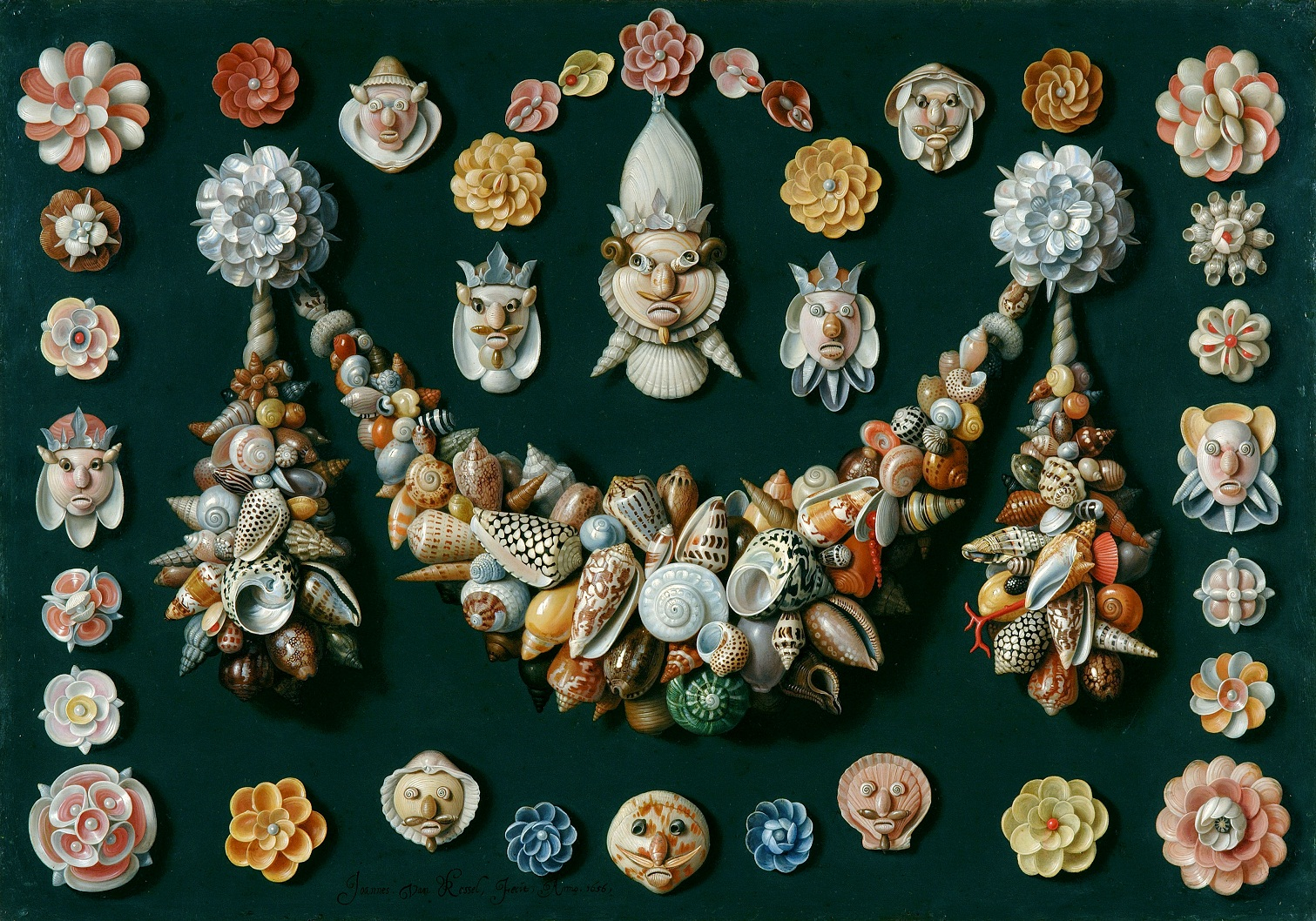
Jan van Kessel, Festons, masques et rosettes de coquillages.
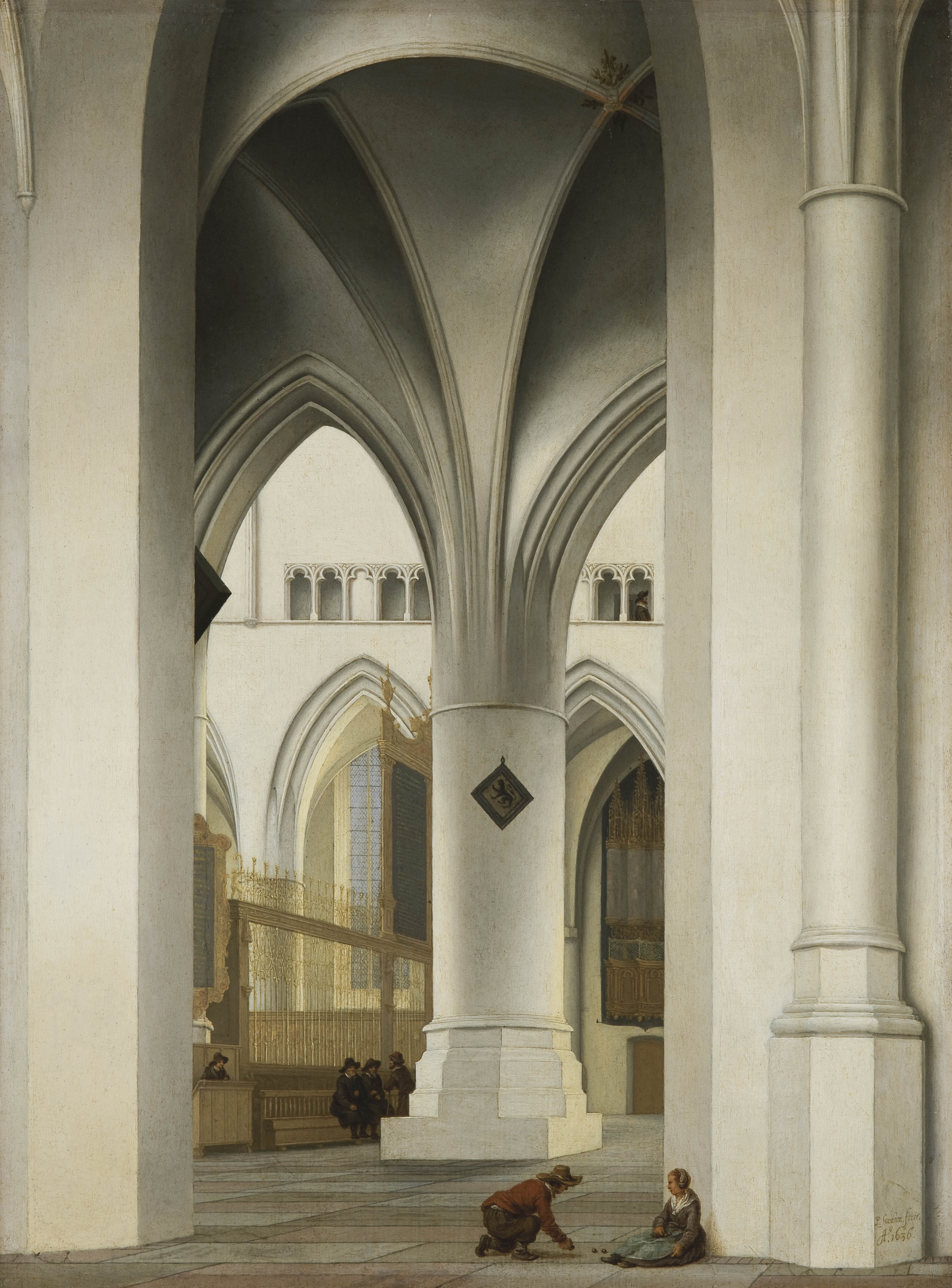
Pieter Saenredam, Le Chœur de l’église Saint-Bavon à Haarlem, vue de la Kerstkapel (1636).
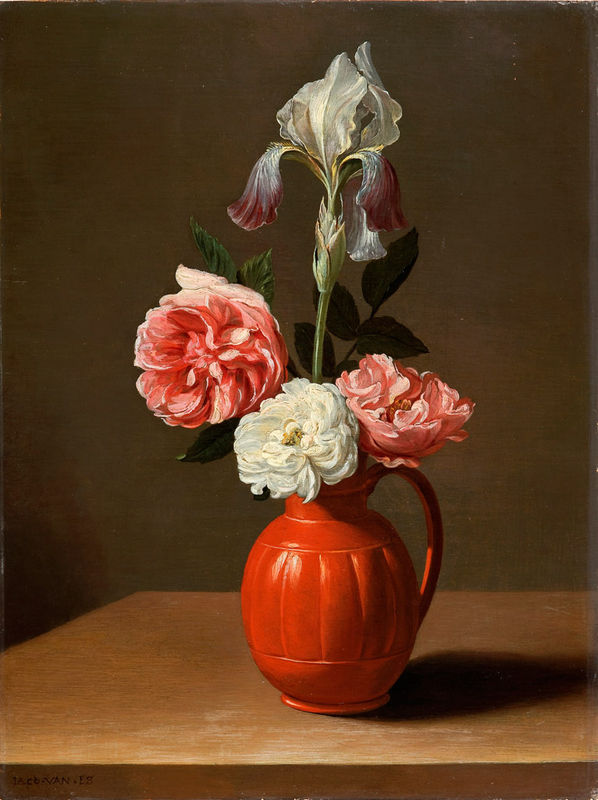
Jacob van Es, Un Iris et trois roses dans une cruche (vers 1630-1640).
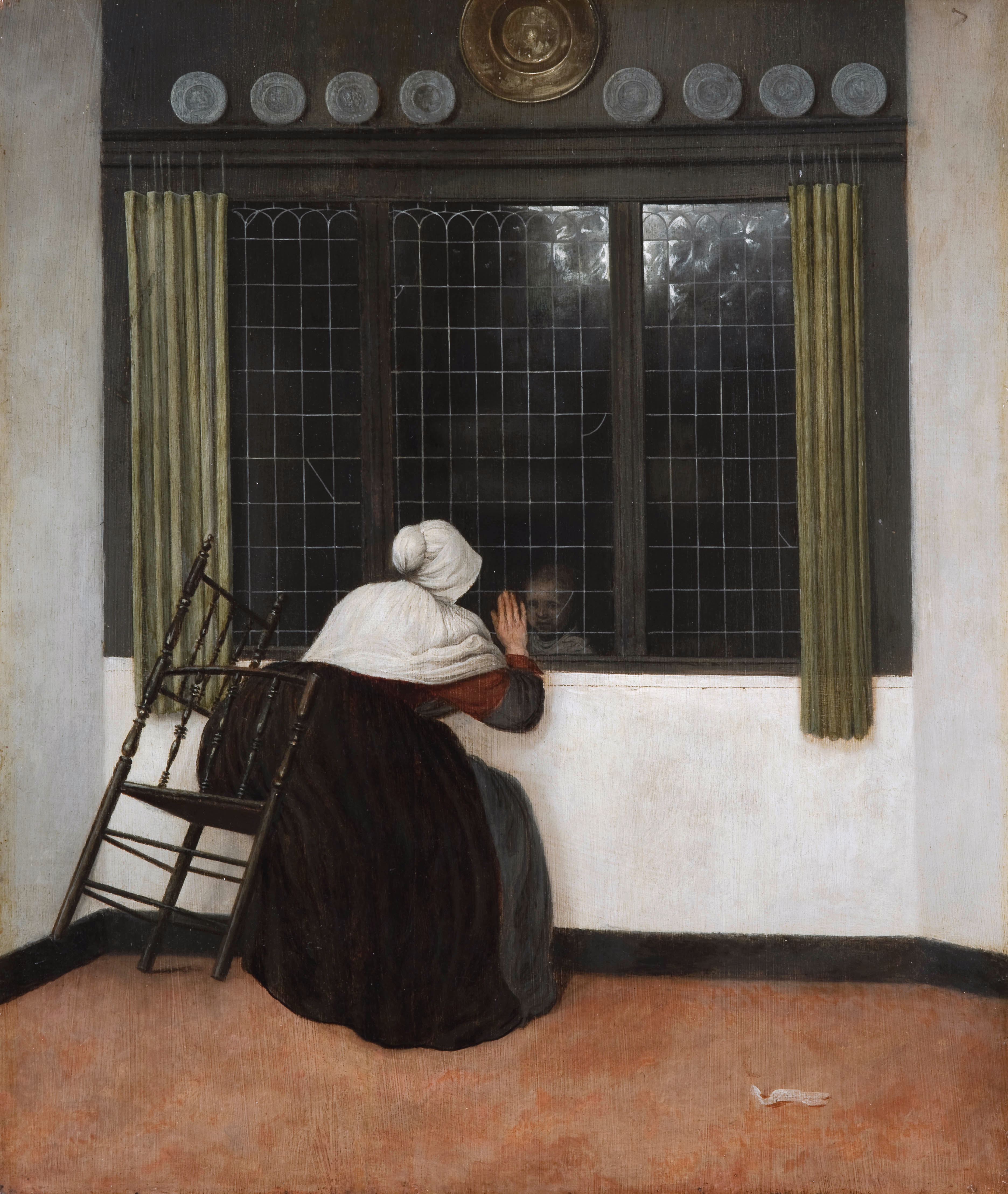
Jacob Vrel, Femme à la fenêtre faisant signe à une fillette.
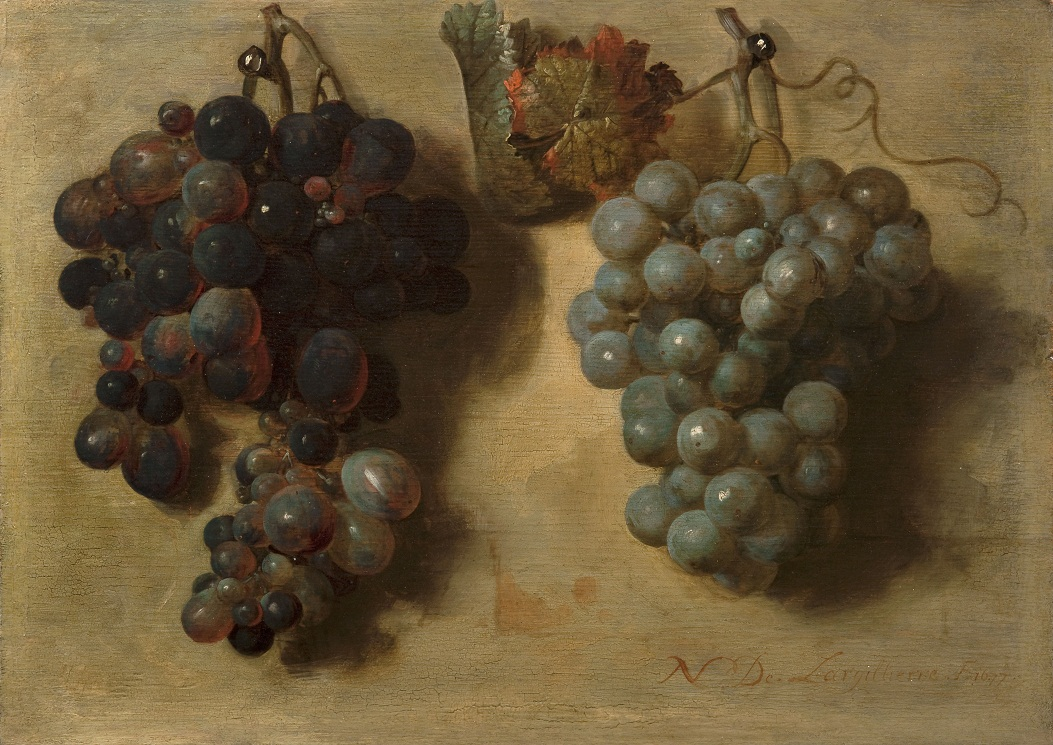
Nicolas de Largillierre, Deux grappes de raisin (1677).
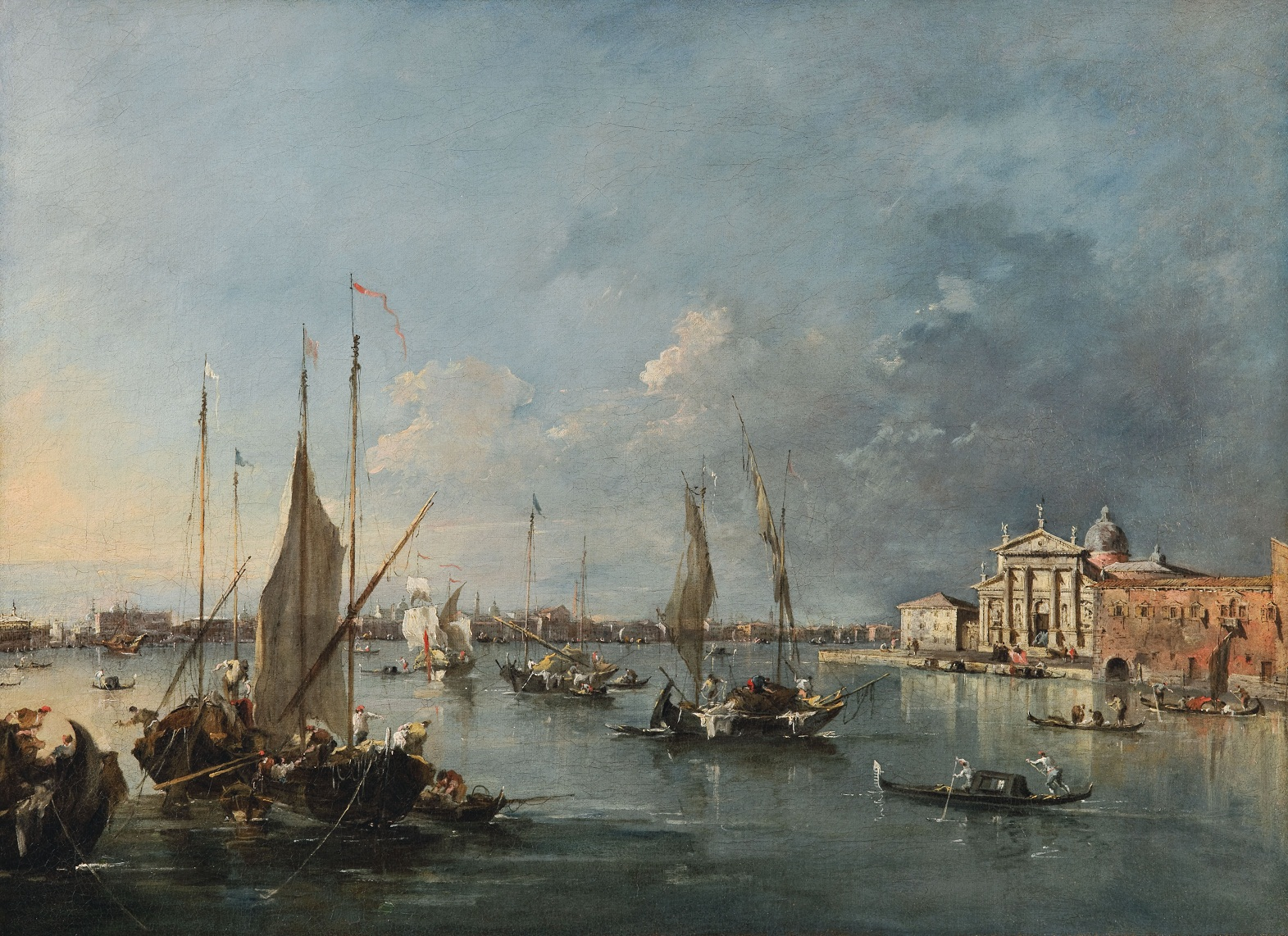
Francesco Guardi, L’Église San Giorgio Maggiore vue de la Giudecca (vers 1775-1780).

Parmi les tableaux conservés, on note des intérieurs d'églises par Pieter Saenredam et Emanuel de Witte, des scènes de genre de Jan Brueghel l'Ancien, Joos van Craesbeeck, Willem Kalf, Jan Steen et Esaias Boursse, des scènes de l'histoire sacrée de Herri met de Bles, Gillis Mostaert, Joachim Beuckelaer, Pieter Lastman, Thomas de Keyser et David Teniers le Jeune, des natures mortes de Jan Davidsz. de Heem, Jacob van Es, Ambrosius Bosschaert le Jeune, Willem Kalf et Jan van Kessel, des marines de Ludolf Backhuysen, des paysages de Hollande de Hendrick Avercamp, Esaias Van de Velde l'Ancien, Jan van de Velde le Jeune, Jacob van Ruisdael, Jan Lievens, Aert van der Neer, Jan van Goyen, Paulus Potter, Jan Both, Aelbert Cuyp et Gerrit Berckheyde, des paysages d'Italie de Cornelis van Poelenburgh, Nicolaes Berchem, Karel Dujardin, des portraits de Jan Antonisz van Ravesteyn, Jan de Bray, Caspar Netscher, David Teniers le Jeune et Nicolaes Maes. Les autres écoles et les peintres des siècles suivants sont notamment représentés par des œuvres de Sofonisba Anguissola, Paolo Porpora, Jacques Linard, Nicolas de Largillière, Francesco Guardi.
Le second fonds, de près de 300 tableaux, est consacré à la peinture européenne du XIXe siècle. Ce sont principalement des esquisses à l'huile, paysages exécutés en plein air.
La collection de lettres d'artistes, développée surtout après Frits Lugt, est l'une des plus importantes du monde avec plus de 55 000 pièces datant de la Renaissance à nos jours. Elle comprend également des correspondances de collectionneurs et de connaisseurs d'art. Les lettres d'artistes français des XVIIe et XIXe siècles prédominent. Parmi les artistes célèbres, la fondation conserve des lettres de la main de Michel-Ange, Albrecht Dürer, Rembrandt, Jean-Georges Wille, Paul Gauguin, Henri Matisse ou encore Dimitri Bouchène.
Enfin, la Fondation Custodia possède des collections plus restreintes de miniatures indiennes, de portraits en miniature, de livres anciens (en particulier hollandais du XVIIe siècle), de cadres originaux (1 000 pièces), de porcelaine chinoise et de quelques objets antiques, grecs, romains et égyptiens.